# Doneisha Anderson
Doneisha Anderson (* 21. September 2000 in Nassau) ist eine bahamaische Leichtathletin, die sich auf den Sprint spezialisiert hat.

## Sportliche Laufbahn
Erste internationale Erfahrungen sammelte Doneisha Anderson bei den CARIFTA-Games 2013 in ihrer Heimatstadt Nassau, bei denen sie in 56,36 s die Bronzemedaille im 400-Meter-Lauf in der U17-Altersklasse gewann und sich auch mit der bahamaischen 4-mal-100-Meter-Staffel in 46,58 s die Bronzemedaille sicherte. Im Jahr darauf belegte sie bei den CARIFTA-Games in Fort-de-France in 56,44 s den siebten Platz in der U18-Altersklasse und gewann in 3:39,65 min die Silbermedaille mit der 4-mal-400-Meter-Staffel. 2015 gewann sie bei den CARIFTA-Games in Basseterre mit 1,71 m die Silbermedaille im Hochsprung und belegte in 55,22 s den vierten Platz über 400 m. Zudem wurde sie mit der 4-mal-100-Meter-Staffel disqualifiziert und gewann mit der 4-mal-400-Meter-Staffel in 3:40,58 min erneut die Silbermedaille. Im Jahr darauf wurde sie bei den CARIFTA-Games in St. George’s mit übersprungenen 1,68 m Sechste im Hochsprung und 2017 gewann sie bei den CARIFTA-Games in Willemstad in 54,33 s die Bronzemedaille über 400 m und wurde im Hochsprung mit 1,68 m Vierte. Zudem sicherte sie sich in 3:41,24 min die Silbermedaille in der 4-mal-400-Meter-Staffel. Anschließend klassierte sie sich bei den U18-Weltmeisterschaften in Nairobi mit 53,59 s auf dem vierten Platz über 400 m und erreichte kurz darauf mit 54,81 s Rang fünf bei den Commonwealth Youth Games in Nassau und schied dort mit 25,03 s im Halbfinale im 200-Meter-Lauf aus. Zudem gewann sie dort in 3:34,06 min die Bronzemedaille in der Mixed-Staffel über 4-mal 400 Meter. 2018 siegte sie in 53,58 s bei den CARIFTA-Games ebendort über 400 m in der U20-Altersklasse und belegte im Hochsprung mit 1,65 m den fünften Platz. Im Herbst begann sie ein Studium an der University of Florida und im Jahr darauf gewann sie bei den U20-Panamerikameisterschaften in San José in 53,23 s die Bronzemedaille über 400 m. 2021 nahm sie mit der bahamaischen 4-mal-400-Meter-Staffel an den Olympischen Sommerspielen in Tokio teil und gelangte dort im Vorlauf nicht ins Ziel.
2022 schied sie bei den Weltmeisterschaften in Eugene mit 3:19,73 min in der Vorrunde mit der Mixed-Staffel aus.

## Persönliche Bestzeiten
- 200 Meter: 23,97 s (±0,2 m/s), 22. März 2019 in Tallahassee
  - 200 Meter (Halle): 23,68 s, 15. Februar 2020 in Clemson
- 400 Meter: 52,15 s, 11. Mai 2019 in Fayetteville
  - 400 Meter (Halle): 52,06 s, 14. Februar 2020 in Clemson
- Hochsprung: 1,73 m, 15. Februar 2017 in Nassau